# Кипкоэч, Пол
Пол Кипкоэч — кенийский бегун на длинные дистанции. Чемпион мира 1987 года в беге на 10 000 метров. Занял 9-е место на чемпионате мира 1983 года на дистанции 5000 метров. Трёхкратный серебряный призёр чемпионатов мира по кроссу в личном первенстве, и четырёхкратный чемпион мира по кроссу в командном зачёте. Победитель Всеафриканских игр 1987 года на дистанции 10 000 метров и серебряный призёр в беге на 5000 метров.
На олимпийских играх 1984 года занял 5-е место на дистанции 5000 метров.
Личный рекорд в беге на 10 000 метров — 27.38,63.